# SpaceX Crew-12
 (mars 2026).
SpaceX Crew-12, également désignée sous le nom de mission Epsilon pour l’astronaute française Sophie Adenot, est une mission habitée du vaisseau spatial Crew Dragon de la société américaine SpaceX. Prévue pour être la douzième mission opérationnelle du Commercial Crew Development de la NASA et le vingtième vol orbital habité d’un vaisseau Crew Dragon, elle transportera quatre membres d’équipage – les astronautes de la NASA Jack Hathaway et Jessica Meir, l’astronaute de l’ESA Sophie Adenot, et le cosmonaute de Roscosmos Oleg Artemiev – vers la Station spatiale internationale (ISS). Le lancement est prévu pour mars 2026,.

## Équipage
L'équipage a été annoncé le 21 mai 2024., :
- Commandant : Jack Hathaway (1),  États-Unis, NASA ;
- Pilote : Jessica Meir (2),  États-Unis, NASA ;
- Spécialiste de mission 1 : Sophie Adenot (1),  France, ESA ;
- Spécialiste de mission 2 : Oleg Artemiev (4),  Russie, Roscosmos.

(Le chiffre entre parenthèses indique le nombre de vols spatiaux effectués par l'astronaute, SpaceX Crew-12 inclus.)

## Mission
La mission SpaceX Crew-12, également nommée Epsilon en référence à la participation de l’astronaute française Sophie Adenot, transportera quatre membres d’équipage vers la Station spatiale internationale (ISS) dans le cadre des expéditions 74 et 75. Le vaisseau Crew Dragon devrait s’amarrer au port avant ou zénith du module Harmony de l’ISS en avril 2026, pour une durée de mission d’environ 180 jours, avec un retour prévu en octobre 2026.

### L’emblème de la mission Epsilon
Le nom de la mission Epsilon, annoncé le 20 juin 2025 lors du Salon du Bourget à Paris, fait référence à la cinquième lettre de l’alphabet grec, utilisée en astronomie pour désigner la cinquième étoile la plus brillante d’une constellation, perpétuant la tradition française de nommer les missions spatiales d’après des étoiles ou constellations. Le symbole « ɛ » représente également l’infiniment petit en mathématiques, soulignant le rôle subtil mais essentiel des astronautes dans l’aventure spatiale. Le logo de la mission, conçu pour Sophie Adenot, intègre des éléments symboliques : un colibri, représentant les petites contributions essentielles, des points périphériques évoquant le travail d’équipe, et trois points plus grands aux couleurs du drapeau français (bleu, blanc, rouge) symbolisant la Terre, la Lune et Mars. Cinq étoiles rendent hommage aux cinq astronautes de carrière sélectionnés par l’ESA en 2022, dont Sophie Adenot. Le paysage en bas à droite du logo représente le « berceau terrestre », soulignant que les connaissances acquises en orbite servent l’humanité.